# Union nationale des sportifs de haut niveau
 (octobre 2023).
Il peut être nécessaire de l'améliorer pour respecter le principe de neutralité de point de vue. 

 (octobre 2023).
 (octobre 2023).
La mise en forme du texte ne suit pas les recommandations de Wikipédia : il faut le « wikifier ».
Les points d'amélioration suivants sont les cas les plus fréquents :
- Les titres sont pré-formatés par le logiciel. Ils ne sont ni en capitales, ni en gras.
- Le texte ne doit pas être écrit en capitales (les noms de famille non plus), ni en gras, ni en italique, ni en « petit »…
- Le gras n'est utilisé que pour surligner le titre de l'article dans l'introduction, une seule fois.
- L'italique est rarement utilisé : mots en langue étrangère, titres d'œuvres, noms de bateaux, etc.
- Les citations ne sont pas en italique mais en corps de texte normal. Elles sont entourées par des guillemets français : « et ».
- Les listes à puces sont à éviter, des paragraphes rédigés étant largement préférés. Les tableaux sont à réserver à la présentation de données structurées (résultats, etc.).
- Les appels de note de bas de page (petits chiffres en exposant, introduits par l'outil «  Source ») sont à placer entre la fin de phrase et le point final[comme ça].
- Les liens internes (vers d'autres articles de Wikipédia) sont à choisir avec parcimonie. Créez des liens vers des articles approfondissant le sujet. Les termes génériques sans rapport avec le sujet sont à éviter, ainsi que les répétitions de liens vers un même terme.
- Les liens externes sont à placer uniquement dans une section « Liens externes », à la fin de l'article. Ces liens sont à choisir avec parcimonie suivant les règles définies. Si un lien sert de source à l'article, son insertion dans le texte est à faire par les notes de bas de page.
- La présentation des références doit suivre les conventions bibliographiques. Il est recommandé d'utiliser les modèles {{Ouvrage}}, {{Chapitre}}, {{Article}}, {{Lien web}} et/ou {{Bibliographie}}. Le mode d'édition visuel peut mettre en forme automatiquement les références.
- Insérer une infobox (cadre d'informations à droite) n'est pas obligatoire pour parachever la mise en page.

Pour une aide détaillée, merci de consulter Aide:Wikification.
Si vous pensez que ces points ont été résolus, vous pouvez retirer ce bandeau et améliorer la mise en forme d'un autre article.
L’Union nationale des sportifs de haut niveau (UNSHN) est un syndicat qui a été créé le 28 février 2015. Il a pour objet de représenter et de protéger l’ensemble des sportifs de haut niveau français, qu’ils soient professionnels ou amateurs.

## Représentation des sportifs
L’UNSHN intervient auprès des institutions politiques (Assemblée nationale, Sénat, Conseil d’Etat) et sportives (Ministères, Comité national olympique et sportif français, fédérations sportives).
Les membres fondateurs de l’UNSHN ont engagé une réflexion sur l’évolution du statut des sportifs  convaincus de l'intérêt à mieux encadrer les pratiques sportives du haut niveau. Certains membres sont d'ailleurs à l’origine de la création de la première ligue professionnelle dans un sport individuel (Ligue nationale d'athlétisme), 
En janvier 2015, ils participent aux auditions de la commission ministérielle chargée de la rédaction des recommandations destinées à la préparation du projet de loi visant à mieux sécuriser le parcours des sportifs.
Un mois plus tard, ils créent le syndicat dédié aux sportifs de haut niveau engagés dans des disciplines sportives individuelles.
C’est dans ce contexte que l’UNSHN portera ses premières propositions auprès du législateur pour notamment encadrer les problématiques d’accidents du travail et de maladies professionnelles liées à la pratique d’un sport de haut niveau (loi du 27 novembre 2015)
L’UNSHN  sera invitée à s’exprimer dès 2018 à la commission d’évaluation de la loi relative au statut des sportifs de haut niveau à l’Assemblée Nationale et en 2019 au Conseil d'État (France) dans le cadre du rapport « sport et politique publique »,.
En 2020 et 2023, à la suite d'un travail de consultation de la Commission des Athlètes de Haut Niveau (CAHN) du CNOSF et de l’association des Olympiens, l’UNSHN portera la proposition de réforme des retraites pour les sportifs de haut niveau,,, auprès des institutions.
Le doublement du dispositif de validation des trimestres (de 16 à 32 mois), financés par le ministère pour les sportifs inscrits sur la liste de haut niveau sera obtenu. L'amendement proposé devrait également permettre la possibilité aux anciens sportifs de racheter des périodes pour valider des trimestres.

## Protection des sportifs
L’UNSHN, en lien avec la Fédération Nationale des Associations et Syndicats de Sportifs (FNASS), le laboratoire de recherche de l’INSEP avec le soutien de l’Association Nationale de la recherche et de la Technologie (ANRT) et le fonds de dotation Mercy, s’est engagée dans un programme de recherche dédié à la conception d’un outil d’évaluation et de prévention des risques psychosociaux auxquels les sportifs professionnels et de haut niveau sont exposés.
Ce dispositif unique en France va permettre d'appréhender de manière scientifique la situation réelle des sportifs professionnels et / ou de haut niveau et surtout d'envisager à moyen terme la mise en place de modalités de prévention sur le terrain, au service de la santé des sportifs.

## Formation
L’UNSHN est dotée de son propre organisme de formation : Diplôme Universitaire de Management d’une Carrière de Sportif Professionnel.
Cette formation, soulignée dans le rapport Karaquillo, permet aux sportifs de mieux appréhender leur environnement professionnel, d'en comprendre les tenants et les aboutissants, au service de leur performance sportive. Dispensée essentiellement en distanciel afin de s'adapter au mieux aux contraintes des sportifs, le D.U. permet également de commencer à réfléchir aux pistes d'orientation et de reconversion professionnelle.
L’UNSHN possède en son sein un centre d‘évaluation et de bilan de compétences habilité par l’opérateur de compétences de la branche professionnelle « sport » (AFDAS) à dispenser « l’Appui Conseil Carrière » (ACC). Ce dispositif permet aux sportifs et aux entraineurs d’être accompagnés dans l’identification et la structuration de leur projet post-sportif.
L'UNSHN est également à l'origine des échanges entre la FNASS-UNSHN, l'AFDAS puis le Ministère du Travail sur la problématique spécifique des sportifs dans leur reconversion professionnelle après les Jeux Olympiques et Paralympiques de 2024. Ces échanges ont donné lieu à une convention dont l'objectif est de financer la formation de 500 sportifs de haut niveau (budget de 10,5 millions d’euros).

## UNSHN dans son environnement national et international
Depuis 2021, l’UNSHN siège au conseil d’administration de la Fédération Nationale des Associations et Syndicats de Sportifs (FNASS). L’UNSHN est également membre de EU Athletes depuis 2023.

## Comité directeur
- Président : Philippe Gonigam (international en athlétisme et ancien DTN Adjoint à la Fédération Française d’Athlétisme)
- Vice-Président :  Stéphane Caristan (finaliste olympique en 110m haies et en 400m haies)
- Secrétaire : Julien Boutter (ex 46ème joueur de tennis mondial)
- Trésorier : Emmanuel Augey (responsable régional haute performance Corse - ANS)

Membres fondateurs : 
- Anita Fatis (para-nageuse internationale)
- Marie-Christine Cazier (vice-championne d’Europe d’athlétisme)
- Emmanuel Gonigam (international d’athlétisme)
- Jean-Michel Bellot (finaliste olympique en saut à la perche)
- Guillaume Burger (vice-champion du monde de kayak)
- Nina Kanto (vice-championne du monde de handball)
- Paoline Ekambi (internationale de basketball)
- Stéphane Molliens (champion paralympique en tennis de table)
- Vincent Anstett (champion olympique en escrime)

Autres membres : 
- Franck Chevallier (ex DTN à la Fédération Française d’Athlétisme, Responsable de la Maison de la haute performance de la Région Sud-Provence Alpes Côte d’Azur)
- Philippe Magron (ancien athlète de haut niveau)
- Myriam Boceiri (ancienne judokate de haut niveau).
- Directeur : Bertrand Hozé (ex-DTN adjoint à la Fédération Française d’Athlétisme)